# اسماعیل کریمیان
اسماعیل کریمیان (۸ بهمن ماه ۱۳۶۳، طالخونچه) فوتبالیست ایرانی است. وی سابقه بازی برای سپاهان اصفهان و فجر سپاسی شیراز را دارد.
کریمیان فوتبال خود رااز زمین های خاکی شهر طالخونچه آغاز و توسط مربی با اخلاق و استعداد یاب باشگاه سپاهان حاج اکبر درخشان شناسایی و به تیم نوجوانان نبرد طالخونچه دعوت شد در این تیم و به همراه مربی خود قهرمان مسابقات شهرستان مبارکه گردیدند و سپس به همراه تیم نوجوانان فولاد آلیاژی مبارکه به قهرمانی مسابقات نوجوانان شهرستان های استان اصفهان و نائب قهرمانی سوپر لیگ استان دست یافته و به مسابقات کشوری راه یافتند. سپس استعداد یاب باشگاه سپاهان حاج اکبر درخشان ایشان را به باشگاه سپاهان معرفی کردند. به‌صورت حرفه ای از جوانان سپاهان اصفهان شروع کرد، او از سال ۱۳۷۹ که در ۱۶ سالگی به جوانان سپاهان پیوست، و اولین بازی خود را برای سپاهان در فصل (۸۵–۱۳۸۴) انجام داد. فصل (۱۳۸۵–۸۶) برای خدمت سربازی به تیم فجر سپاسی پیوست. سپس برای کسب تجربهٔ بیشتر و امکان بازی کردن یک فصل در سپاهان نوین گذراند و همراه این تیم به لیگ برتر صعود کرد که در ادامه با فروش سهمیه این تیم به فولاد خوزستان با قرارداد سه ساله به تیم فوتبال سپاهان برگشته و حضور در ترکیب تیم بزرگسالان سپاهان را بارها تجربه کرد.سابقه حضور در لیگ قهرمانان آسیا را دارد . پس از یکسال حضور به سپاهان نوین برگشت .
وی در سال ۱۳۸۹ به فولاد نطنز پیوست و پس از یکسال حضور به گیتی پسند رفت.و در فصل ۹۱–۹۲ به لیگ آزادگان صعود کرد. درسال 1392 به تیم دسته دومی کارگر بنه گز پیوست .

## تیم ملی
در چند مقطع سابقه حضور در تیم ملی جوانان و امید را دارد . از مربیان وی در تیم ملی می توان به سیموئز اشاره کرد .
- قهرمانی جام حذفی فوتبال ایران ۸۵–۱۳۸۴[۹]